# Albert Stuivenberg
Pour les articles homonymes, voir Stuyvenberg.
Albert Stuivenberg (né le 5 août 1970 à Rotterdam aux Pays-Bas) est un footballeur et entraîneur de football néerlandais.

## Carrière

### Comme joueur
Né à Rotterdam, Stuivenberg commence sa carrière de joueur dans l'académie de son club local, le Feyenoord Rotterdam. Incapable de percer en équipe première, il est transféré au HFC Haarlem. Plus tard, il rejoindra le SC Telstar. Cependant à cause d'une déchirure des ligaments croisés en 1986, il prend sa retraite prématurément en 1989. Ce qui mettra fin à sa carrière de joueur.

### Comme entraîneur
Après avoir pris sa retraite, il est embauché comme entraîneur des jeunes du Feyenoord Rotterdam. Il passe la saison 2000-01 en tant qu'entraîneur adjoint avec le club partenaire du Feyenoord Rotterdam, le RWD Molenbeek. Après avoir passé 13 ans à travailler au Feyenoord Rotterdam, il part en 2004 pour l'Al-Jazira Club à Abou Dabi, aux Émirats arabes unis, afin de diriger l'école de jeunes.
Après deux ans au Moyen-Orient, il revient aux Pays-Bas pour prendre la tête de l'équipe nationale des moins de 17 ans. Il mène deux fois l'équipe à la victoire lors du championnat d'Europe des moins de 17 ans, en 2011 et 2012. Il se voit ensuite promu afin de gérer les espoirs en 2013. 
En juillet 2014, le Néerlandais est nommé entraîneur adjoint de Manchester United par le nouvel entraîneur Louis van Gaal, travaillant aux côtés de l'autre entraîneur adjoint, Ryan Giggs. Le 23 mai 2016, deux jours après avoir remporté la FA Cup, il est annoncé que Louis van Gaal est relevé de ses fonctions d'entraîneur l'entrainant aussi dans sa chute. 
En janvier 2017, il est embauché par le KRC Genk. Il remplace Peter Maes, licencié en raison d'un classement insatisfaisant.  Il est démis de ses fonctions le 10 décembre 2017 pour insuffisance de résultats.
Depuis décembre 2019, il est l'un des adjoints de Mikel Arteta quand l'entraineur espagnol est arrivé à Arsenal